# Кандија (Бугојно)
Кандија је насељено мјесто у Босни и Херцеговини у општини Бугојно које административно припада Федерацији Босне и Херцеговине. Према попису становништва из 1991. у насељу је живјело 669 становника.

## Становништво
| Националност       | 1991. | 1981. | 1971. | 1961. |
| Хрвати             | 657   | 606   | 481   |       |
| Срби               | 7     | 5     | 1     |       |
| Муслиман           | 1     | 1     | 37    |       |
| Југословени        |       | 1     |       |       |
| остали и непознато | 4     | 2     | 1     |       |
| Укупно             | 669   | 615   | 520   | '     |